# Vačice
Vačice (nemško Watschig) je naselje občine Šmohor - Preseško jezero v okraju Šmohor na Koroškem v Avstriji.